# Избрижка
Избрижка — река в Тверской области России.
Протекает по территории Калининского района. Исток находится у деревни Берглезово, впадает в реку Волгу в 3121 км от её устья по левому берегу, у деревни Избрижье. Длина реки составляет 12 км.
Вдоль течения реки расположены населённые пункты Медновского сельского поселения — село Заборовье, деревни Берглезово, Малая Избрижка, Гудково и Заволжского сельского поселения — деревни Шернево и Избрижье.

## Данные водного реестра
По данным государственного водного реестра России относится к Верхневолжскому бассейновому округу, водохозяйственный участок реки — Волга от города Зубцов до города Тверь, без реки Тверца, речной подбассейн реки — бассейны притоков (Верхней) Волги до Рыбинского водохранилища. Речной бассейн реки — (Верхняя) Волга до Куйбышевского водохранилища (без бассейна Оки).
Код объекта в государственном водном реестре — 08010100612110000001736.